# Ewen MacAskill
Œuvres principales
Révélations d'Edward Snowden
Ewen MacAskill est un journaliste écossais né en 1951 à Glasgow. Il a travaillé pendant 22 ans pour le journal The Guardian, terminant sa carrière en septembre 2018 en tant que correspondant du journal spécialisé en défense et en renseignement. MacAskill est notamment connu pour avoir participé à la préparation des articles de presse autour des documents révélés par Edward Snowden sur les activités de la National Security Agency (NSA) américaine.

## Carrière
MacAskill a été rédacteur politique pour le journal écossais The Scotsman pendant six ans (1990-1996) avant de devenir correspondant politique en chef pour The Guardian. En 2007, il est nommé à la direction du bureau de Washington DC.
Toujours en poste aux États-Unis, il participe à la préparation des révélations d'Edward Snowden concernant les activités de surveillance des populations civiles et politiques par la NSA en vue de leur publication, en travail étroit avec Snowden et son contact, Glenn Greenwald, qui avait porté l'histoire à l'attention de Janine Gibson (en), alors rédactrice en chef de l'édition américaine du Guardian, ainsi que Laura Poitras. À la suite de son travail de rédaction d'articles et de reportages sur les révélations de Snowden, il a remporté le prix George Polk 2013 aux côtés de Greenwald et Poitras dans la catégorie "travail sur la sécurité national". Le même travail a également permis au Guardian et au Washington Post, qui ont relayé les informations en premier, de remporter le prix Pulitzer du service public en avril 2014,. Ewen MacAskill a pris sa retraite du Guardian et du journalisme le 22 septembre 2018.
MacAskill est interprété par l'acteur britannique Tom Wilkinson dans le biopic sur Edward Snowden intitulé Snowden, réalisé par Oliver Stone, et avec Joseph Gordon-Levitt dans le rôle de Snowden.
Il a également écrit un livre de reportage avec le journaliste Luke Harding sur le programme PRISM, un projet secret de la NSA d'enregistrement massif des données des serveurs de Google et Yahoo, de même que d'autres plateformes numériques.